# Elin Hansson
Elin Hansson, född 7 augusti 1996 i Nacka, är en svensk handbollsspelare (vänstersexa).

## Klubbarriär
Elin Hanssons moderklubb är Skuru IK, som hon spelade för fram till 2022. Med Skuru var hon med och tog SM-guld 2021 och blev Svensk cupmästare 2022. Säsongen 2021/2022 blev hon uttagen i All-Star Team som bästa vänstersexa.
Elin Hansson skrev ett tvåårigt kontrakt med rumänska SCM Râmnicu Vâlcea från säsongen 2022/23. Efter en säsong skiftade hon till danska HH Elite. Också sejouren i Horsens blev ettårig och inför säsongen 2024/2025 bytte Hansson till Team Esbjerg.

## Landslagskarriär
Elin Hansson gjorde sin landslagsdebut den 16 juni 2018, i en turnering i Sydkorea mot Ukraina. Hon hade dessförinnan inte spelat i de svenska ungdomslandslagen. Hon blev uttagen i en 19-mannatrupp för ett landslagsläger i Trollhättan 2020. Tomas Axnér tog sedan ut henne i den slutliga 16-mannatruppen till EM 2020 i Danmark. Hon deltog även i OS 2020 i Tokyo och var en spelare som presterade på mycket hög nivå i den turneringen. Hon deltog även i VM 2021 i Spanien. Hon har sedan spelat i alla mästerskap.

## Individuella utmärkelser
- All Star Team SHE (2021)